# علقيات
العلقيات أو هيرودينيا أو العلق (الاسم العلمي: Hirudinea) هي طائفة من الحيوانات تتبع شعبة الديدان المقسمة. وهي كائنات معظمها طفيلية تشتمل على 600 نوع جسمها مضغوط لها ألوان متعددة أخضر وبني وأسود وأزرق وأحمر وهي تشبه إلى حدما البزاق جلدها أحيانا له خطوط طولية ولكن عند تمعن النظر إلى جلدها تلاحظ أن به أيضا تثنيات دائرية عرضية على طول الجسم طول العلقة من 1سم إلى 15 سم في مقدم رأسها لها عيون مرتبة بشكل زوجي تتراوح في أعدادها حسب النوع من 4 -10 تتحرك العلقة عن طريق نقل جسمها بواسطة حلقتي التصاق قمعيتين تشبهان فم السمكة الصفيرة أحدهما أمامية والأخرى خلفية وعندما تريد التحرك تمد جسمها للأمام وتلصق الحلقة الأمامية ثم تشد حلقتها الخلفية وتلصقها بالقرب من الأمامية وتستمر هكذا دواليك في التقدم للأمام أو للخلف.فم العلقة يحتوي في بعض الأنواع المصاصة للدماء صفوف أسنان صغيرة تشبه المنشار وجهاز شافط يتواجد في الجزء الامامي للرأس بجوار حلقة الالتصاق الأمامية.

## تصنيف
- صنف العلقيات الحقيقية
  - رتبة اليعلوقيات اللاخطمية

## تكاثر
العلقة من حيث التناسل هي كائن حي خنثوي (Hermaphrodite) بمعنى أن العلقة لها عضو تناسل ذكري وعضو تناسل أنثوي وعند التزاوج تتم افراز المادة الذكرية ويلتقطها العضو الانثوي. فكل دودة بها زوج من المبايض و9 أزواج من الخصيات ومع ذلك لا يتم الإخصاب الذاتي داخل الدودة الواحدة ولكن يحدث الإخصاب الخلطى وهو يعنى تبادل الحيوانات المنوية من دودة إلى دودة أخرى ثم بعد ذلك تخزن كل دودة الحيوانات المنوية في تركيب يسمى المستودعات المنوية ثم يحدث إخصاب للبويضات وتضعها الدودة الأم داخل شرنقة تغلفها بمادة مغذية تتغذى منها الصغار بعد الفقس وتحمل الأم الشرنقة في مقدمة جسمها وتسبح بها في الماء لتحميها وبعض أنواع العلق تقوم الأم بتحريك تيار ماء خفيف فوق سطح الشرنقة حتى يصل إلى البيض داخل الشرنقة الكمية المناسبة من الأكسجين التي يحتاجها الجنين داخل البيضة. ثم تترك الصغار الشرنقة لتبدأ في أخذ أول وجبة دم من أي حيوان برمائي.

## طريقة امتصاص الدم
بمجرد نزول كائن حي البركة أو البحيرة فانا العلق يشعر به ويقترب من أي جزء في جسمه ويبدأ بتثبيت الممص الأمامي ثم إدخال الفكوك الثلاثة المسننة والتي تحدث خدش ذو ثلاث شعب ثم يقوم العلق بعد ذلك بإفراز اللعاب الذي يحتوى على ثلاث مركبات كيمائية وهي:
- مادة بVasodilatorوهذه المادة تعمل على توسيع الأوعية الدموية ليتدفق فيها الدم بسرعة
- مادة Hirudinوهى مادة العلقين المانعة لتجلط الدم
- إنزيم Hyaluronidase وهو إنزيم يعمل على زيادة نفاذية الجلد

وبمجرد إفراز هذه المركبات الثلاثة ينطلق تيار من الدم عبر الخدش الذي احدثة في جلد الضحية ويبدأ العلق في امتصاص الدم بفضل جدران البلعوم العضلية التي تقوم بشفط الدم ومنها إلى تركيب الحوصلة حيث يتم تخزينه وهضمه ومنها للمعدة ثم الأمعاء ثم المستقيم. وتمتص الدودة ما بين 6:3 جرام دم أي حوالي قدر وزنها 5 مرات.